# Otto von Moser
Otto von Moser, född 31 mars 1860 i Stuttgart i dåvarande kungariket Württemberg, död 11 oktober 1931 i Isny im Allgäu, var tysk militär, adelsman och militärhistorisk författare med en diger bokproduktion. Moser blev rikt dekorerad och mottog bland annat järnkorset av första och andra graden. Otto von Mosers far var komerzialrat Alwin Moser
Moser blev officer vid infanteriet 1878, överste 1909, generalmajor 1912 och generallöjtnant 1916. Han erhöll avsked 1918. Moser var 1896-1904 generalstabsofficer och 1906-09 lärare vid krigsakademin. Vid första världskrigets utbrott 1914 var han brigadchef, sårades i september samma år och blev i juni 1915 infanterifördelningschef och i mars 1917 chef för 14:e reservkåren. Moser har utgett ett flertal militära arbeten, bland annat Ausbildung und Führung des Bataillons, des Regiments und der Brigade (4:e upplagan 1914), Die Führung des Armeekorps im Feldkrige (1910), Feldzugsaufzeichnungen... 1914-1918 (1920), Ernsthafte Plaudereien über den Weltkrieg (1925) och Die obersten Gewalten im Weltkrieg (1931).